# National Basketball Associations poängligavinnare

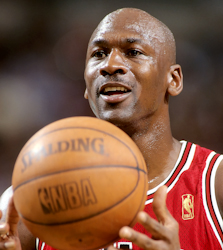
Michael Jordan har vunnit NBA:s poängliga flest gånger (10).

Denna artikel är en lista över National Basketball Associations (NBA) poängligavinnare genom tiderna.

## Poängligavinnare
| Säsong    | Namn                    | Lag                     |
| --------- | ----------------------- | ----------------------- |
| 1946/1947 | Joe Fulks               | Philadelphia Warriors   |
| 1947/1948 | Max Zaslofsky           | Chicago Stags           |
| 1948/1949 | George Mikan            | Minneapolis Lakers      |
| 1949/1950 | George Mikan (2)        | Minneapolis Lakers      |
| 1950/1951 | George Mikan (3)        | Minneapolis Lakers      |
| 1951/1952 | Paul Arizin             | Philadelphia Warriors   |
| 1952/1953 | Neil Johnston           | Philadelphia Warriors   |
| 1953/1954 | Neil Johnston (2)       | Philadelphia Warriors   |
| 1954/1955 | Neil Johnston (3)       | Philadelphia Warriors   |
| 1955/1956 | Bob Pettit              | St. Louis Hawks         |
| 1956/1957 | Paul Arizin (2)         | Philadelphia Warriors   |
| 1957/1958 | George Yardley          | Detroit Pistons         |
| 1958/1959 | Bob Pettit (2)          | St. Louis Hawks         |
| 1959/1960 | Wilt Chamberlain        | Philadelphia Warriors   |
| 1960/1961 | Wilt Chamberlain (2)    | Philadelphia Warriors   |
| 1961/1962 | Wilt Chamberlain (3)    | Philadelphia Warriors   |
| 1962/1963 | Wilt Chamberlain (4)    | San Francisco Warriors  |
| 1963/1964 | Wilt Chamberlain (5)    | San Francisco Warriors  |
| 1964/1965 | Wilt Chamberlain (6)    | SF Warriors/Phil 76ers  |
| 1965/1966 | Wilt Chamberlain (7)    | Philadelphia 76ers      |
| 1966/1967 | Rick Barry              | San Francisco Warriors  |
| 1967/1968 | Dave Bing               | Detroit Pistons         |
| 1968/1969 | Elvin Hayes             | San Diego Rockets       |
| 1969/1970 | Jerry West              | Los Angeles Lakers      |
| 1970/1971 | Lew Alcindor            | Milwaukee Bucks         |
| 1971/1972 | Kareem Abdul-Jabbar (2) | Milwaukee Bucks         |
| 1972/1973 | Nate Archibald          | Kansas City-Omaha Kings |
| 1973/1974 | Bob McAdoo              | Buffalo Braves          |
| 1974/1975 | Bob McAdoo (2)          | Buffalo Braves          |
| 1975/1976 | Bob McAdoo (3)          | Buffalo Braves          |
| 1976/1977 | Pete Maravich           | New Orleans Jazz        |
| 1977/1978 | George Gervin           | San Antonio Spurs       |
| 1978/1979 | George Gervin (2)       | San Antonio Spurs       |
| 1979/1980 | George Gervin (3)       | San Antonio Spurs       |
| 1980/1981 | Adrian Dantley          | Utah Jazz               |
| 1981/1982 | George Gervin (4)       | San Antonio Spurs       |
| 1982/1983 | Alex English            | Denver Nuggets          |
| 1983/1984 | Adrian Dantley (2)      | Utah Jazz               |
| 1984/1985 | Bernard King            | New York Knicks         |
| 1985/1986 | Dominique Wilkins       | Atlanta Hawks           |
| 1986/1987 | Michael Jordan          | Chicago Bulls           |
| 1987/1988 | Michael Jordan (2)      | Chicago Bulls           |
| 1988/1989 | Michael Jordan (3)      | Chicago Bulls           |
| 1989/1990 | Michael Jordan (4)      | Chicago Bulls           |
| 1990/1991 | Michael Jordan (5)      | Chicago Bulls           |
| 1991/1992 | Michael Jordan (6)      | Chicago Bulls           |
| 1992/1993 | Michael Jordan (7)      | Chicago Bulls           |
| 1993/1994 | David Robinson          | San Antonio Spurs       |
| 1994/1995 | Shaquille O'Neal        | Orlando Magic           |
| 1995/1996 | Michael Jordan (8)      | Chicago Bulls           |
| 1996/1997 | Michael Jordan (9)      | Chicago Bulls           |
| 1997/1998 | Michael Jordan (10)     | Chicago Bulls           |
| 1998/1999 | Allen Iverson           | Philadelphia 76ers      |
| 1999/2000 | Shaquille O'Neal (2)    | Los Angeles Lakers      |
| 2000/2001 | Allen Iverson (2)       | Philadelphia 76ers      |
| 2001/2002 | Allen Iverson (3)       | Philadelphia 76ers      |
| 2002/2003 | Tracy McGrady           | Orlando Magic           |
| 2003/2004 | Tracy McGrady (2)       | Orlando Magic           |
| 2004/2005 | Allen Iverson (4)       | Philadelphia 76ers      |
| 2005/2006 | Kobe Bryant             | Los Angeles Lakers      |
| 2006/2007 | Kobe Bryant (2)         | Los Angeles Lakers      |
| 2007/2008 | LeBron James            | Cleveland Cavaliers     |
| 2008/2009 | Dwyane Wade             | Miami Heat              |
| 2009/2010 | Kevin Durant            | Oklahoma City Thunder   |
| 2010/2011 | Kevin Durant (2)        | Oklahoma City Thunder   |
| 2011/2012 | Kevin Durant (3)        | Oklahoma City Thunder   |
| 2012/2013 | Carmelo Anthony         | New York Knicks         |
| 2013/2014 | Kevin Durant (4)        | Oklahoma City Thunder   |
| 2014/2015 | Russell Westbrook       | Oklahoma City Thunder   |
| 2015/2016 | Stephen Curry           | Golden State Warriors   |
| 2016/2017 | Russell Westbrook (2)   | Oklahoma City Thunder   |
| 2017/2018 | James Harden            | Houston Rockets         |
| 2018/2019 | James Harden (2)        | Houston Rockets         |
| 2019/2020 | James Harden (3)        | Houston Rockets         |
| 2020/2021 | Stephen Curry (2)       | Golden State Warriors   |
| 2021/2022 | Joel Embiid             | Philadelphia 76ers      |
| 2022/2023 | Joel Embiid (2)         | Philadelphia 76ers      |
| 2023/2024 | Luka Dončić             | Dallas Mavericks        |

### Spelare som vunnit poängligan flera gånger
| Plats | Namn | Lag | Antal | År |
| ----- | --- | --- | ----- | --- |
| 1     | Michael Jordan | Chicago Bulls | 10    | 1987, 1988, 1989, 1990, 1991, 1992, 1993, 1996, 1997, 1998                                                    |
| 2     | Wilt Chamberlain | Philadelphia/San Francisco Warriors (5) / Philadelphia 76ers (2) | 7     | 1960, 1961, 1962, 1963, 1964, 1965, 1966                                                                      |
| 3     | Kevin Durant George Gervin Allen Iverson | Oklahoma City Thunder San Antonio Spurs Philadelphia 76ers | 4     | 2010, 2011, 2012, 2014 1978, 1979, 1980, 1982 1999, 2001, 2002, 2005                                          |
| 4     | James Harden Neil Johnston Bob McAdoo George Mikan                                                                                               | Houston Rockets Philadelphia Warriors Buffalo Braves Minneapolis Lakers | 3     | 2018, 2019, 2020 1953, 1954, 1955 1974, 1975, 1976 1949, 1950, 1951                                           |
| 5     | Kareem Abdul-Jabbar Paul Arizin Kobe Bryant Stephen Curry Adrian Dantley Tracy McGrady Shaquille O'Neal Bob Pettit Russell Westbrook Joel Embiid | Milwaukee Bucks Philadelphia Warriors Los Angeles Lakers Golden State Warriors Utah Jazz Orlando Magic Orlando Magic (1) / Los Angeles Lakers (1) St. Louis Hawks Oklahoma City Thunder Philadelphia 76ers | 2     | 1971, 1972 1952, 1957 2006, 2007 2016, 2021 1981, 1984 2003, 2004 1995, 2000 1956, 1959 2015, 2017 2022, 2023 |